# Everything & More
Everything & More è il terzo album in studio della cantante belga Natalia, pubblicato il 28 maggio 2007 dall'etichetta discografica BMG Ariola.

## Descrizione
Per la promozione del disco sono stati estratti i singoli Gone to Stay, Glamorous, che nella versione pubblicata come singolo è stata presentata al pubblico in duetto con il gruppo R&B En Vogue, Where She Belongs, I Survived You e Drop a Little.
Nel mese di luglio dello stesso anno è stato ripubblicato con l'inclusione dei singoli Where She Belongs e Drop a Little e del brano inedito All That I Am.
L'album, uscito a tre anni di distanza dal precedente, come quest'ultimo ha raggiunto la vetta della classifica del Belgio. Le quattordici tracce che hanno composto il disco sono state prodotte da Ingo Politz, Bernd Wendlandt e Brix, mentre le tre canzoni aggiunte nella seconda versione del lavoro sono state curate da Roberto Giada e Yannic Fonderie.

## Tracce
CD
1. I Was Born – 3:45 (Peter Wright, Daniel Morgan, OD Hunte)
2. Gone to Stay – 3:40 (Herbert Crichlow, Eric Le Tennen, Peer Stappe)
3. I Survived You – 3:48 (Ty Lacy, Jeff Franzel, Jess Cates)
4. Like a Lady – 3:25 (Petra Bonmassar, Dominik Rüegg)
5. Kind of Love – 3:16 (Paul Drew, Greig Watts, Pete Barringer, Phillipa Alexander, Ellie Wyatt)
6. Everything & More – 3:54 (Hiten Bharadia, Philippe-Marc Anguetil, Philip Hochstrate, Louise Faelt)
7. Little Precious – 3:50 (Barry Manson, Ian Mack, Stuart Mack, Mike Drinkwater)
8. Paper Rain – 4:04 (Christopher Ward, Rob Wells, Christian Anderson)
9. Appetite for Love – 2:58 (Guz Lally, Deborah Epstein)
10. Let It Ride – 4:05 (Ina Wolf, Martin Frainer, Petra Bonmassar)
11. I Got You – 3:42 (Kenneth Karlin, Carsten Schack, Nick Lachey, Alex Cantrall)
12. I Will – 3:31 (Marti Frederiksen, Alicia B. Moore)
13. Glamorous – 4:00 (Adrian Newman, Jade MacRae)
14. Unexpected – 3:30 (Tina Harris, Peter Martin, Stephen Lee)

Durata totale: 51:28
CD
1. I Was Born – 3:45 (Peter Wright, Daniel Morgan, OD Hunte)
2. Gone to Stay – 3:40 (Herbert Crichlow, Eric Le Tennen, Peer Stappe)
3. I Survived You – 3:48 (Ty Lacy, Jeff Franzel, Jess Cates)
4. Like a Lady – 3:25 (Petra Bonmassar, Dominik Rüegg)
5. Kind of Love – 3:16 (Paul Drew, Greig Watts, Pete Barringer, Phillipa Alexander, Ellie Wyatt)
6. Everything & More – 3:54 (Hiten Bharadia, Philippe-Marc Anguetil, Philip Hochstrate, Louise Faelt)
7. Little Precious – 3:50 (Barry Manson, Ian Mack, Stuart Mack, Mike Drinkwater)
8. Paper Rain – 4:04 (Christopher Ward, Rob Wells, Christian Anderson)
9. Appetite for Love – 2:58 (Guz Lally, Deborah Epstein)
10. Let It Ride – 4:05 (Ina Wolf, Martin Frainer, Petra Bonmassar)
11. I Got You – 3:42 (Kenneth Karlin, Carsten Schack, Nick Lachey, Alex Cantrall)
12. I Will – 3:31 (Marti Frederiksen, Alicia B. Moore)
13. Glamorous – 4:00 (Adrian Newman, Jade MacRae)
14. Unexpected – 3:30 (Tina Harris, Peter Martin, Stephen Lee)
15. Drop a Little – 3:04 (Carsten Schedler, Vanessa Mason, Beccy Boo)
16. Where She Belongs – 3:39 (Dave Janssens, Adi Mehic, Wim Van Der Westen, Geert Vanbever, Tony Vanderavert)
17. All That I Am – 3:10 (Mark Frisch, Anthony Galatis)

Durata totale: 61:21

## Classifiche
| Paese            | Posizione raggiunta |
| ---------------- | ------------------- |
| Belgio (Fiandre) | 1                   |